# Domoradice
Domoradice (Duits: Domoraditz) is een klein dorp, kadastrale gemeente en stadsdeel in de Tsjechische stad Vysoké Mýto. Domoradice telt 166 inwoners (2021).

## Geschiedenis
- 14e eeuw – De eerste schriftelijke vermelding van Domoradice.
- 1976 – Domoradice wordt geannexeerd door de stad Vysoké Mýto.
- 1992 – Domoradice wordt opnieuw een zelfstandige gemeente.
- 2002 – De gemeente Domoradice wordt opnieuw geannexeerd door de stad Vysoké Mýto.[2]